# Euphorbia neocapitata
Euphorbia neocapitata är en törelväxtart som beskrevs av Peter Vincent Bruyns. Euphorbia neocapitata ingår i släktet törlar, och familjen törelväxter. Inga underarter finns listade i Catalogue of Life.